# Skrattbomben
Skrattbomben är en svensk svartvit komedifilm från 1954 med manus och regi av Börje Larsson. I rollerna ses bland andra Gus Dahlström, Holger Höglund och Karl-Arne Holmsten.

## Handling
Gus och Holger arbetar som fastighetsskötare på Planius institut för vetenskaplig forskning, som tar fram uppfinningar åt Krigsmakten och vapenindustrin. De ägnar sig även på fritiden åt uppfinningar och en dag har de uppfunnit en skrattbomb. När de ska visa sitt verk för institutets professor är uppfinningen borta, stulen av ett gäng bovar. Gus och Holger kommer dock ligan på spåren och kan återta sin uppfinning. Till slut kan de visa den för professorn som blir mycket imponerad. Under visningen exploderar dock bomben och Gus och Holger kan inte minnas hur de gick till väga för att konstruera den. Som tur är har de en ny idé.

## Om filmen
Filmen spelades in under 1954 i AB Sandrew-Ateljéerna (interiörer) och Stockholm (exteriörer) med Curt Jonsson som fotograf och Otto Scheutz som produktionsledare. Originalmusiken komponerades av Sune Waldimir och i övrigt användes "Amours divins, ardentes flammes" av Jacques Offenbach samt "Kavaljersvisa från Värmland" av Sten Selander. Filmen klipptes av Arne Löfgren och premiärvisades den 26 december 1954 på flera biografer runt om i Sverige. Filmen är 84 minuter lång och barntillåten.
Filmen har visats i SVT, bland annat 2013, 2015 samt i september 2018.

## Rollista
- Gus Dahlström – Gus
- Holger Höglund – Holger
- Karl-Arne Holmsten – John, bilmekaniker, egentligen polis
- Bibi Nyström – Linda Planius
- Gunnar Olsson – professor Planius, Lindas far
- Birgitta Andersson – Vera
- Git Gay – elegant dam
- Ulf Johanson – chefen för hemliga polisen
- Olof Thunberg – bov
- Gustaf Färingborg	– Albert, den eleganta damens svartsjuka man
- Siegfried Fischer	– Hansson, ägare till bensinmacken
- Dagmar Olsson – motorcykelförare
- Curt "Minimal" Åström – Albert, hennes man
- Ulla-Bella Fridh – husa
- Inga-Lill Åhström	– kvinna i slagsmål
- Sangrid Nerf – kvinna i slagsmål
- Sven Melin – ena kvinnans man
- John Starck – professor Blink

Ej krediterade
- Georg Rydeberg – Georg Regin, bov
- Stig Johanson – nudist på Hälsoklubben Friheten
- Svea Holst – anställd på Nockeby tvätteri
- Alexander Baumgarten – bov
- Bertil Johnson – polisen vid gatuslagsmålet
- Birger Lensander	– vaktmästare
- Otto Scheutz – general
- Jonas Albert Jonsson – man i publiken på professor Planius föreläsning